# بيرفرانسيسكو شيلي
بيرفرانسيسكو شيلي (بالإيطالية: Pierfrancesco Chili)‏ هو متسابق دراجات نارية إيطالي سابق. نافس في سباقات بطولة العالم لفئة 500 سي سي ولفئة 250 سي سي ولفئة 50 سي سي. كما شارك في بطولة العالم للسوبربايك. فاز بجائزة الأمم الكبرى للدراجات النارية 1989.

## روابط خارجية
- بيرفرانسيسكو شيلي على موقع MotoGP.com (الإنجليزية)
- بيرفرانسيسكو شيلي على موقع WorldSBK.com (الإنجليزية)